# Zygmunt Gorazdowski
São Zygmunt Gorazdowski (o seu nome próprio pode ser traduzido para Segismundo) (Sanok, 1 de novembro de 1845 - Lvov, 1 de janeiro de 1920, foi um padre católico romano polonês e fundador das Irmãs de São José.
Gorazdowski sofreu de tuberculose durante a sua infância, o que impediu seus estudos para o sacerdócio, exigindo que esperasse sua recuperação antes que pudesse ser ordenado. Após a ordenação, serviu em várias paróquias enquanto montava casas para órfãos e mães solteiras, assim como hospícios e outros estabelecimentos para várias pessoas; foi um escritor prolífico de catecismo e outras notas religiosas para o benefício de seu rebanho. 
A causa de sua canonização foi aberta em 1 de junho de 1989, tendo se tornado Servo de Deus no início da causa. A confirmação da sua vida enquanto modelo de virtude heroica permitiu que fosse intitulado como Venerável, e posteriormente o Papa João Paulo II beatificou-o em sua visita à Ucrânia em 26 de junho de 2001. O Papa Bento XVI, mais tarde, o canonizou como santo em 23 de outubro de 2005 na Praça de São Pedro.